# John Otto (ciclista)
John Otto (4 de novembro de 1900 — abril de 1966) foi um ciclista olímpico estadunidense. Representou sua nação nos Jogos Olímpicos de Verão de 1920.